# Zespół Maroteaux-Lamy’ego
Zespół Maroteaux-Lamy’ego (łac. syndroma Maroteaux-Lamy, ang. Maroteaux-Lamy syndrome) – mukopolisacharydoza typu VI, genetycznie uwarunkowana choroba metaboliczna, dziedziczona autosomalnie recesywnie. Charakteryzuje się niedoborem wzrostu, pogrubiałymi rysami twarzy, wadami zastawek serca, zmętnieniem rogówki, ograniczeniem ruchomości w stawach bez objawów niepełnosprawności intelektualnej. 

## Historia
Zespół został opisany po raz pierwszy w 1965 roku przez francuskich lekarzy Pierre’a Maroteaux oraz Maurice’a Lamy’ego.

## Etiologia
Choroba spowodowana jest uszkodzeniem genu ARSB zlokalizowanym na  chromosomie 5q14. Powoduje to niedobór N-acetylogalaktozamino-4-sulfatazy (arylosulfatazy B), hydrolazy lizosomalnej katalizującej hydrolizę wiązań pomiędzy resztą kwasu siarkowego a resztą glikozoaminoglikanową. Prowadzi to do gromadzenia się, lecz bez spichrzania, siarczanu dermatanu w tkankach.

## Epidemiologia
Częstość występowania szacowana jest na 1 na 240 000 – 1 na 300 000 żywych urodzeń. Do 2010 zdiagnozowano na świecie około 600 pacjentów, w  tym 7 w Polsce. 

## Obraz kliniczny
Do obrazu klinicznego należą: bardzo niski wzrost, zaburzenia rozwojowe układu kostnego (szerokie i krótkie żebra, wrodzone skrzywienie kręgosłupa, zniekształcenie trzonów kręgowych, niedorozwój zęba kręgu obrotowego, zniekształcone i krótkie obojczyki, dysplazja kości miednicznej oraz głowy kości ramiennej i kości biodrowej, ostro zakończone kości śródręcza), głuchota, nawracające zapalenie ucha środkowego, zmętnienie rogówki, hepatosplenomegalia, sztywność stawów, wady zastawek serca, zapalenie wsierdzia, kardiomiopatie oraz charakterystyczna twarz.
Zaburzenia rozwojowe układu kostnego (dawniej określane mianem dystosis multiplex) prowadzą to bólu pleców, zespołu cieśni kanału nadgarstka oraz zespołów korzeniowych. 
W postaci ciężkiej zmiany pojawiają się do 3 r.ż., wcześnie pojawiają się porażenia, zahamowanie wzrostu, który nie przekracza 120 cm, następuje w 4 r.ż., utrata zdolności do samodzielnego chodzenia do 10 r.ż, natomiast w postaci lekkiej zmiany pojawiają się po 5 r.ż..

## Diagnostyka różnicowa
Podstawą rozpoznania jest stwierdzenie zwiększonego wydalania siarczanu dermatanu w moczu oraz znacznego niedoboru aktywności N-acetylogalaktozamino-4-sulfatazy w leukocytach lub fibroblastach. 
Zespół Maroteaux-Lamy’ego należy różnicować z następującymi rozpoznaniami:
- dysplazja Kniesta
- dysplazja akromezoliczna (zespół Maroteaux-Malamuta)
- dysplazja nasad hemimeliczna (choroba Trevora)
- dysplazja mezomeliczna (choroba Langera)

Od innych mukopolisachydoz zespół Maroteaux-Lamy’ego różnicuje brak niepełnosprawności intelektualnej.

## Leczenie
W leczeniu przyczynowym stosowana jest od 2005 galsulfaza (zarejestrowane wskazanie). Dotychczasowe obserwacje wskazują na skuteczność leku, również w zakresie zmian narządowych, jednakże problemem jest bardzo wysoki koszt takiego leczenia. W Polsce od 01.03.2009 galsulfaza jest refundowana w ramach programu lekowego Narodowego Funduszu Zdrowia. W 2016 roku do leczenia kwalifikowało się 2 pacjentów. 
W leczeniu objawowym stosuje się leczenie oraz zabieganie następstwom:
- podostrego zapalenia wsierdzia
- zmian zapalnych układu oddechowego
- nadciśnienia śródczaszkowego

Konieczna jest również korekta chirurgiczna narastających zmian narządowych. 

## Rokowanie
Pacjenci z postacią ciężką nie dożywają 20 r.ż., natomiast z postacią łagodną dożywają 30–40 r.ż..

## Kultura masowa
- Keenan Cahill, amerykański artysta muzyczny z zespołem Maroteaux-Lamy’ego, publikujący na YouTube, tworzący teledyski metodą synchronizacji ruchów ust[11]
- Oscar von Memerty (Sko-Tiny), zimbabweński komik z zespołem Maroteaux-Lamy’ego, występujący w programie MTV w Południowej Afryce[12]